# HMS Whaddon (L45)
Le HMS Whaddon (pennant number L45) est un destroyer de la classe Hunt  de type I ayant servi dans la Royal Navy au cours de la Seconde Guerre mondiale.

## Construction
Le Whaddon est commandé le 11 avril 1939  dans le cadre de programmation de 1939 pour le chantier naval de Alexander Stephen and Sons à Linthouse, quartier de Glasgow en Ecosse sous le numéro 1472. La pose de la quille est effectuée le 27 juillet 1939, le Whaddon est lancé le 16 juillet 1940 et mis en service le 28 février 1941.
Il est parrainé par la communauté civile de Newport Pagnell dans le Buckinghamshire, dans le cadre de la Warship Week (semaine des navires de guerre) en mars 1942.

## Histoire

### Seconde guerre mondiale
En 1941 et 1942, le Whaddon est en service d'escorte de convois dans la mer du Nord
Il est ensuite affecté à la Mediterranean Fleet (flotte méditerranéenne) en mars 1943 où il effectue des tâches d'escorte et de patrouille et a couvert les débarquements alliés en Sicile pendant l'opération Husky et à Salerne pendant l'Opération Avalanche.
En août 1944, le Whaddon est intégré à l'Opération Dragoon, l'invasion du sud de la France.
Libéré de l'Opération Dragoon, il est déployé en septembre 1944 en mer Égée pour soutenir la réoccupation des îles. Il effectue des patrouilles pour intercepter les bateaux d'évacuation et les navires de guerre italiens et engagent des torpilleurs italiens TA37, TA38 et TA39 dans le détroit d'Otrante.

Le Whaddon finit l'année 1944 par un soutien continu aux opérations à terre en Grèce et en Adriatique.
Après un radoub à Alexandrie en janvier 1945, il passe à Malte pour reprendre ses fonctions à la fin des essais post-radoub et reprend les fonctions de soutien et d'escorte de convoi avec la Division en Adriatique jusqu'en mai, date de la capitulation du Troisième Reich.
Il passe les derniers mois de la guerre à Gibraltar pour subir les améliorations et réalisés des essais. En août 1945, il est encore à Gibraltar lors de la Capitulation japonaise, mettant officiellement un terme aux hostilités de la Seconde Guerre mondiale.

### Après guerre
Le 29 septembre 1945, le Whaddon navigue de Gibraltar à Devonport et réduit au statut de réserve, puis ce destroyer est installé dans la flotte de réserve à Plymouth.
Il reste en réserve jusqu'en 1954 lorsqu'il est transféré à Cardiff en remorque et inscrite sur la liste des démolitions en 1958. Au cours de l'année suivante, il est vendu à BISCO pour démolition par Shipbreaking Industries et arrive au chantier du démolisseur à Faslane en avril 1959.

### Honneurs de bataille
- Mer du nord 1941-1943
- Sicile 1943
- Salerne 1943
- Méditerranée 1943
- Sud de la France 1944
- Mer d'Égée 1944
- Adriatique 1944